# Eupsophus insularis
Az Eupsophus insularis a kétéltűek (Amphibia) osztályának békák (Anura) rendjébe és az Alsodidae családba, azon belül az Eupsophus nembe tartozó faj.

## Előfordulása
Az Eupsophus insularis Chile Mocha-szigetének endemikus faja, 20–200 m magasságban elterülő mérsékelt égövi párás erdők lakója.

## Természetvédelmi helyzete
A vörös lista a súlyosan veszélyeztetett fajok között tartja nyilván. Populációja csökkenő tendenciát mutat. A faj számára a mezőgazdaság, a fakitermelés és az invazív fajok jelentenek veszélyt. A chytridgomba nagymértékű elterjedtsége és az élőhelyvesztés is jelentős veszélyt jelentenek a fajra. 